# Bombylisoma lepidum
Bombylisoma lepidum är en tvåvingeart som först beskrevs av Friedrich Hermann Loew 1860.  Bombylisoma lepidum ingår i släktet Bombylisoma och familjen svävflugor. Inga underarter finns listade i Catalogue of Life.